# Saud Khariri
Saud Kariri (em árabe: سعود كريري) (Damã, 8 de julho de 1980) é um ex-jogador de futebol saudita que atuava como meio-campista.

## Carreira
Jogou pela seleção nacional e foi convocado para participar da Copa do Mundo de 2006. Ele representou a Seleção Saudita de Futebol na Copa da Ásia de 2015, como capitão da equipe.